# 下河清镇
下河清乡，是中华人民共和国甘肃省酒泉市肃州区下辖的一个乡镇级行政单位。

## 行政区划
下河清乡下辖以下地区：
楼庄村、皇城村、紫金村和五坝村。